# Anna Lubomirska (?-1736)
Anna Lubomirska (morte en 1736), princesse polonaise de la famille Lubomirski, épouse de Franciszek Wielopolski (en)

## Biographie
Anna Lubomirska est la fille d'Hieronim Augustyn Lubomirski et de Konstancja Bokum.

## Mariages et descendance
Elle épouse Franciszek Wielopolski (en) qui lui donne pour enfant:
- Hieronim Wielopolski (pl) (1712-1779)

## Sources
- (en) Cet article est partiellement ou en totalité issu de l’article de Wikipédia en anglais intitulé « Anna Lubomirska » (voir la liste des auteurs).